# Висока (Вроцлавський повіт)
Висока (пол. Wysoka, нім. Zehnhufen) — село в Польщі, у гміні Кобежиці Вроцлавського повіту Нижньосілезького воєводства.
Населення — 2544 особи (2011).
У 1975-1998 роках село належало до Вроцлавського воєводства.

## Демографія
Демографічна структура станом на 31 березня 2011 року:
|          | Загалом | Допрацездатний вік | Працездатний вік | Постпрацездатний вік |
| -------- | ------- | ------------------ | ---------------- | -------------------- |
| Чоловіки | 1242    | 329                | 865              | 48                   |
| Жінки    | 1302    | 268                | 915              | 119                  |
| Разом    | 2544    | 597                | 1780             | 167                  |